# Leskovica, Babušnica
Leskovica (izvirno srbsko Лесковица) je naselje v Srbiji, ki upravno spada pod Občino Babušnica; slednja pa je del Pirotskega upravnega okraja.

## Demografija
V naselju živi 28 polnoletnih prebivalcev, pri čemer je njihova povprečna starost 58,9 let (56,5 pri moških in 62,5 pri ženskah). Naselje ima 15 gospodinjstev, pri čemer je povprečno število članov na gospodinjstvo 2,07.
To naselje je, glede na rezultate popisa iz leta 2002, večinoma srbsko.
|  |

| Demografija | Demografija     | Demografija     |
| Leto        | Št. prebivalcev | Št. prebivalcev |
| ----------- | --------------- | --------------- |
|             |                 |                 |
|             |                 |                 |
|             |                 |                 |
|             |                 |                 |
| 1948        | 332             |                 |
| 1953        | 327             |                 |
| 1961        | 322             |                 |
| 1971        | 307             |                 |
| 1981        | 193             |                 |
| 1991        | 59              | 59              |
| 2002        | 31              | 31              |
|             |                 |                 |

| Etnična sestava po popisu iz leta 2002 | Etnična sestava po popisu iz leta 2002 | Etnična sestava po popisu iz leta 2002 | Etnična sestava po popisu iz leta 2002 | Etnična sestava po popisu iz leta 2002 |
| -------------------------------------- | -------------------------------------- | -------------------------------------- | -------------------------------------- | -------------------------------------- |
| Srbi                                   | Srbi                                   |                                        | 30                                     | 96,77%                                 |
| Neznano                                | Neznano                                |                                        | 1                                      | 3,22%                                  |